# Nelson Eddy
Nelson Ackerman Eddy, mais conhecido como Nelson Eddy (Providence, 29 de junho de 1901 — Providence, 6 de março de 1967) foi um cantor e ator norte americano.
Entre os 18 filmes dos quais tomou parte, estão Broadway to Hollywood (1933), Dancing Lady (1933), Student Tour (1934), Naughty Marietta (1935), Maytime (1937), Sweethearts (1938) e Bitter Sweet (1940), todos com Jeanette MacDonald.